# Crex crex
El guion de codornices o rey de codornices (Crex crex) es una especie de ave gruiforme de la familia Rallidae propia de Eurasia y África. Es un ave de plumaje críptico y hábitos discretos que suele vivir escondida en los herbazales húmedos. Cría en Eurasia y migra a África suroriental para pasar el invierno, con frecuencia asociado en bandadas con la codorniz, hecho al que debe su nombre común en español.

## Descripción

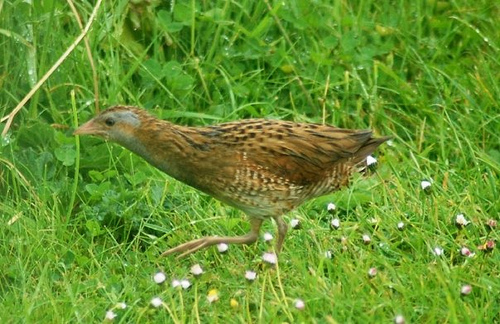
Su plumaje es críptico.

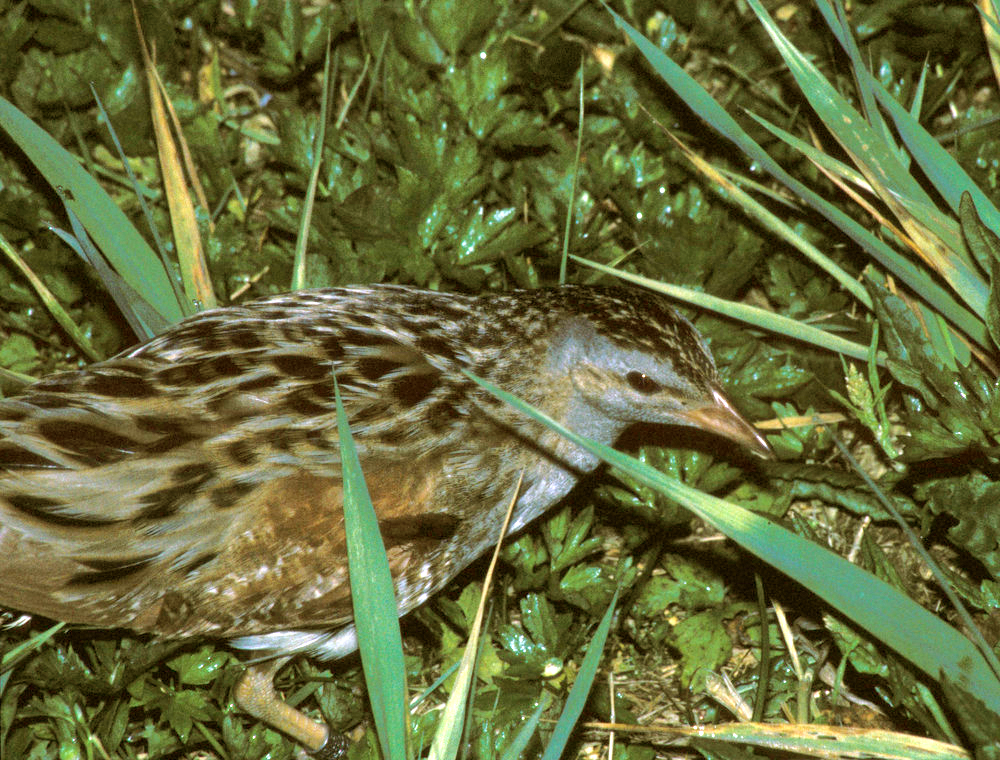
Sus partes superiores son moteadas y su rostro gris.

El guion de codornices mide entre 27–30 cm de largo y tiene una envergadura alar de 42–53 cm. Los machos pesan una media de 165 g y las hembras 145 g. Los machos adultos tienen el plumaje de sus partes superiores, incluido el píleo, de tonos pardos oscuros con un veteado claro. Sus alas son lisas de color castaño, más rojizo en las coberteras y con algunas motas blancas. Su rostro, cuello y pecho son de color gris azulado, salvo la lista ocular que cruza su ojo desde el pico que es marrón clara. Su vientre es blanquecino y sus flancos son castaños con listado blanco. Su robusto pico es de color crema rosado, el iris de sus ojos es castaño claro y sus patas son de color gris claro. En comparación con los machos las hembras tienen las partes superiores de tonos más cálidos y tienen una lista ocular más estrecha. Fuera de la época de cría las partes superiores de ambos sexos se vuelven más oscuras y las partes inferiores menos grisáceas. Los juveniles son similares a los adultos, pero con tonos ocres en las partes superiores y de tonos crema en lugar de las partes grises de las partes inferiores. Los polluelos están recubiertos por plumón negro, como en el resto de miembros de familia Rallidae. Aunque no se diferencian subespecies, todas las poblaciones muestran una gran variación individual en la coloración, y cuanto más al este se vuelven clinalmente más claras y grisáceas. Los adultos sufren una muda completa tras la época de cría, que normalmente finaliza a finales de agosto o inicios de septiembre, antes de realizar la migración al sur de África. También sufren una muda parcial antes de retornar de África previo a la época de cría, ue principalmente afecta al plumaje de la cabeza, el cuerpo y la cola. Los polluelos se empluman unas cinco semanas tras la eclosión.
Los guiones de codornices coinciden con los guiones africanos en sus cuarteles de invierno, pero pueden distinguirse porque estos últimos tienen son de mayor tamaño, tienen las partes superiores más claras, la parte inferiores tienen listado blanco y negro y sus alas son de color anteado. En vuelo tienen las alas más largas y menos redondeadas, y su batir de alas es menos amplio que su pariente africano, y muestra un borde blanco en el frontal de la parte inferior del ala. Tanto en sus zonas de cría como en las de invernada es poco probable confundir a ambas con otros rállidos, porque las especies con las que coinciden son más pequeñas, tienen marcas blancas en las partes superiores, distintos patrones de color en las inferiores y tienen picos más cortos. En vuelo un guion de codornices puede parecerse a una codorniz o una perdiz pardilla, pero sus alas de color castaño rojizo y sus largas patas colgantes les diferencian.
Su canto, que es principalmente nocturno, consiste en un repetitivo y vibrante crex crex, como el sonido de una matraca. 

## Taxonomía
La familia Rallidae agrupa a unas 150 especies de aves. Aunque su origen es muy remoto, el hecho de que el mayor número de especies y las menos especializadas se encuentren en el Viejo Mundo, indica que la familia surgió allí. La taxonomía del género Crex ha sido complicada. El congénere del guion de codornices es el guion africano (C. egregia) que en el pasado se clasificaba en su propio género, Crecopsis, pero que actualmente se considera generalizadamente otro miembro de Crex. Ambas especies son aves parduzcas de pico corto y robusto con preferencia por los herbazales en lugar de los humedales donde habitan generalmente los miembros de la familia. Los integrantes de Porzana, y en particular la polluela turura (Porzana albicollis) son los parientes más cercanos de los guiones pertenecientes a Crex.
El guion de codornices fue descrito científicamente por Linneo en su obra Systema naturae de 1758 como Rallus crex, pero posteriormente fue trasladado al género Crex, creado por el ornitólogo alemán Johann Matthäus Bechstein en 1803, renombrándolo como Crex pratensis. Pero como el nombre específico crex tiene prioridad según las reglas taxonómicas sobre el término pratensis aplicado por Bechstein, su nombre científico aceptado quedó como Crex crex. Ambos términos de su nombre científico, Crex crex, proceden de la palabra griega «κρεξ», de origen onomatopéyico en referencia a su llamada repetitiva. No se conocen subespecies.

## Distribución y hábitat

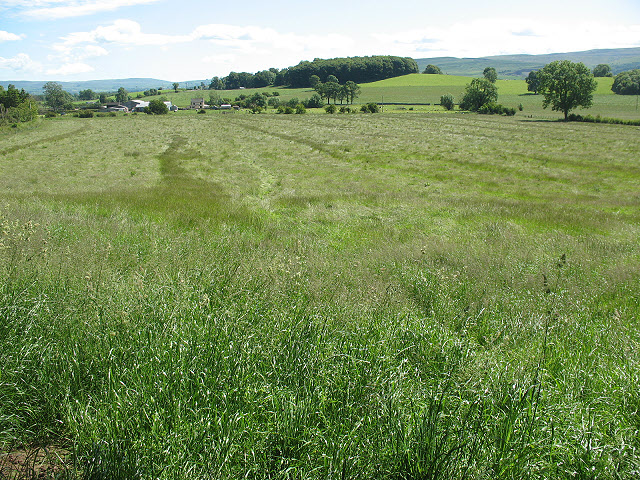
Los campos de heno son su hábitat de cría preferido.

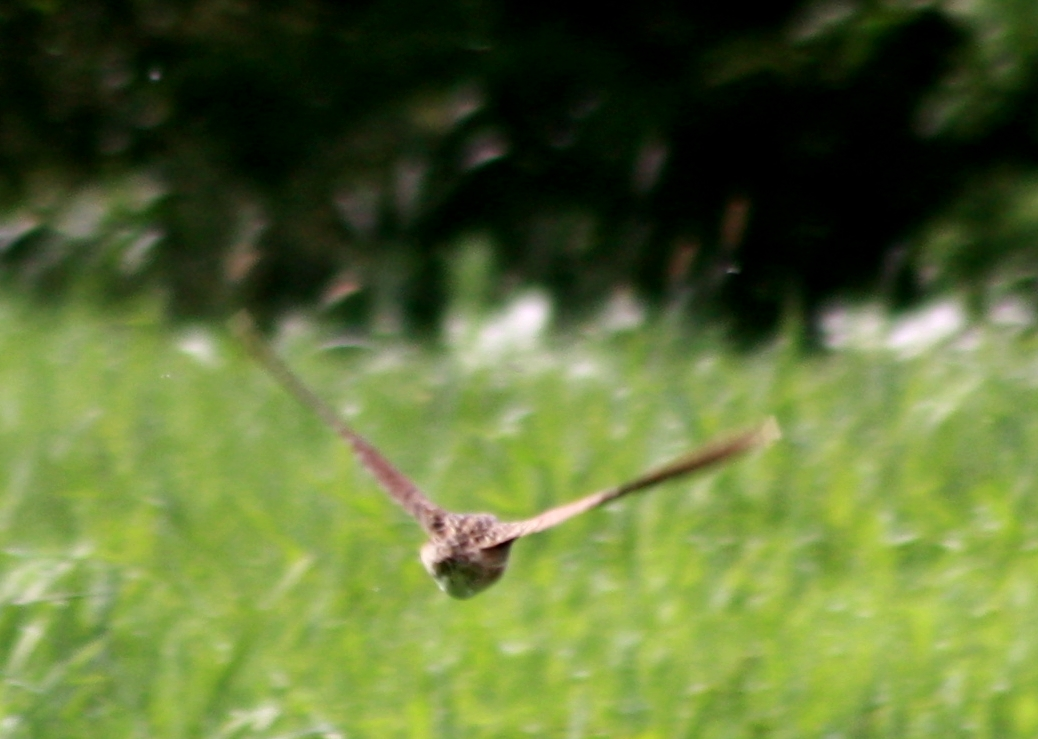
Son migradores de larga distancia.

El guion de codornices se extiende por Eurasia desde Europa occidental hasta Siberia central. Aunque ha desaparecido de gran parte de su área de distribución histórica, esta ave cría en los hábitats propicios de Eurasia entre las latitudes 41°N and 62°N. También hay una población considerable en China occidental, y poblaciones reducidas en el noreste de España y Turquía. En el pasado se creyó incorrectamente que criaban en Sudáfrica, y se debe a la identificación equivocada de una colección de huevos que en realidad pertenecen al guion africano.
El guion de codornices pasa el invierno principalmente en África suroriental, desde el sur la República Democrática del Congo y Tanzania hasta el este de Sudáfrica. Más al norte de esta región se avistan principalmente en migración, aunque ocasionalmente pasan el invierno en el norte de África o al oeste y norte de su núcleo de principal. La mayoría de la población de Sudáfrica unos 2000 aves se encuentran en KwaZulu-Natal y la antigua provincia de Transvaal, pero se desconocen las cantidades en el resto de África. Existen registros del siglo XIX, cuando la población era mucho mayor, de avistamientos en Europa occidental, principalmente en Gran Bretaña e Irlanda, entre diciembre y febrero.
Los guiones de codornices migran a África por dos rutas principales: una ruta occidental a través de Marruecos y Argelia, y una más importante que atraviesa Egipto. Existen registros de pasada en la mayoría de países entre sus cuarteles de cría e invernada, incluidos la mayoría de los de África occidental. Se sabe que los guiones de la isla de Coll que siguen la ruta occidental hacen una pausa en África occidental en su migración hacia el sur, y que en su migración de regreso vuelven a parar para descansar en España o el norte de África. En cambio, los migrantes procedentes del este se avistan en las regiones de Asia suroccidental intermedias en su camino hacia África. Se han avistado divagantes más lejos como Sri Lanka, Vietnam, Australia, las Seychelles, Bermudas, Canadá, Estados Unidos, Groenlandia, Islandia, las Islas Feroe, las Azores, Madeira y las Canarias.

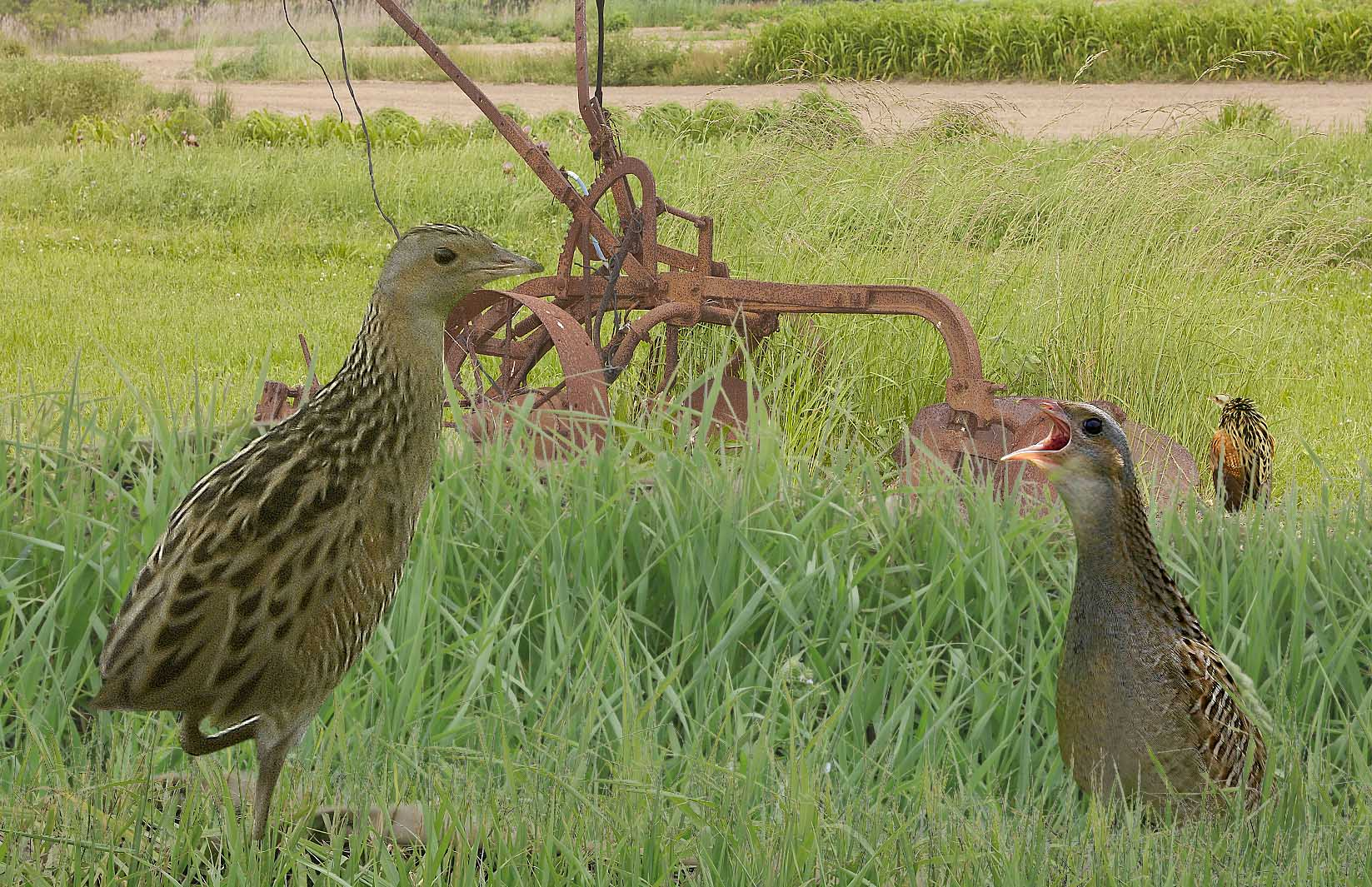
El guion de codornices vive en los herbazales húmedos.

El guion de codornices es principalmente un ave de tierras bajas, pero llega a criar hasta los 1400 m de altitud en los Alpes, 2700 m en China y los 3000 m en Rusia. Sus hábitats de cría en Eurasia originalmente incluían los prados de ribera con hierba alta y plantas como los junquillos y los lirios. En la actualidad se encuentra principalmente en los campos de heno, especialmente en los prados húmedos de cultivo tradicional, con siegas y uso de fertilizantes limitados. También habita en otros herbazales sin árboles de las costas, las montañas o la taiga, o aquellos creados por los incendios. Pueden usar zonas más húmedas como los bordes de los humedales, pero evitan los hábitats encharcados, como los demasiado secos y despejados, y aquellos con vegetación más alta de 50 cm (20 in) tall, o demasiado densos para poder avanzar andando. Pueden usar los matorrales y setos como puestos elevados para cantar. Los pastos donde no se pasta o se cortan se vuelven demasiado espesos para poder anidad, pero localmente pueden usar campos de cultivo como los de cereales, leguminosas, nabos, patatas y tréboles. Tras la época de cría se desplazan a zonas de vegetación más alta como los carrizales, lírios u ortigas para mudar el plumaje, y regresan a los prados de heno y los pastizales para realizar la segunda nidada. En China también usan para anidar los campos de lino. Aunque los machos a veces cantan con intensidad en los campos de cultivo de cereales y los pastizales intensivos, allí el éxito reproductivo es escaso, y anidan con mejores resultados en los márgenes de los cultivos y los barbechos cercanos.
Cuando pasan el invierno en África los guiones de codornices ocupan los herbazales secos y los hábitats de sabana, que tengan vegetación de entre 30–200 cm (1–6 ft) de alto, además de las zonas temporalmente quemadas y ocasionalmente los carrizales y juncales. También se encuentran en campos en barbecho o abandonados, en los márgenes de las cosechas y los aeródromos con hierba sin cortar. En Sudáfrica ocupa altitudes de hasta al menos los 1750 metros. Cada individuo permanece en un área bastante pequeña. Aunque a veces coincide con el guion africano, esta especie prefiere herbazales más húmedos y más cortos que el guion de codornices. En migración se puede avistar a los guiones de codornices en los campos de trigo y los de golf.

## Comportamiento

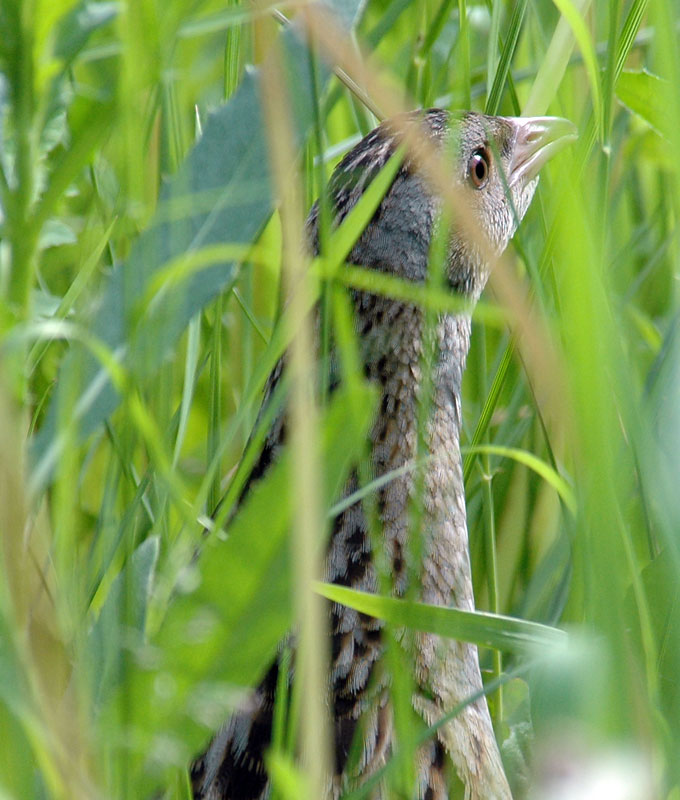
Adulto entre la hierba alta.

El guion de codornices es un ave difícil de observar en sus hábitats de cría, porque generalmente están escondidos entre la vegetación, donde es más frecuente oírlos que verlos si no salen a un lugar despejado. Aunque ocasionalmente pueden volverse más confiados donde no se les molesta. El macho gruñe en su canto, con el pico cerrado durante interacciones agresivas. En África son más sigilosos que el guion africano, y rara vez se les avista en zonas despejadas como a su pariente, aunque a veces pueden verse en caminos y carreteras. El guion de codornices es más activo al principio y al final del día, después de las lluvias intensas y durante la lluvia suave. Su vuelo típico es más suave y ondulante, aunque menos que el del guion africano, mientras sus patas cuelgan. Para vuelos más largos, como el migratorio, es más enérgico y las patas recogidas. En el suelo camina dando pasos alternando sus patas y puede correr rápidamente entre la hierba manteniendo su cuerpo en posición horizontal. Puede nadar si es necesario. Cuando huye de un perro levanta el vuelo menos de 50 m y se escabullen por la vegetación, y frecuentemente aterriza entre los arbustos entre los que se acurruca. Si se le perturba en zona despejada corre agachado una pequeña distancia, con el cuello estirado hacia delante, y luego se levanta para observar al intruso. Se es capturado finge estar muerto, y se reanima si ve la posibilidad de huir.
El guion de codornices es solitario en sus cuarteles de invernada, donde cada individuo ocupa por separado entre 4,2–4,9 ha, aunque el área total puede doblar esta cifra, porque los individuos pueden desplazarse localmente debido a las inundaciones, el crecimiento de las plantas o la siega. Sus bandadas durante la migración pueden componerse de hasta 40 aves, a veces asociados con codornices, a lo que deben su nombre común. Las migraciones se realizan durante la noche, y las bandadas descansan durante el día agrupando hasta cientos de invividuos e los lugares favorables. La capacidad de migración es innata, no la aprenden de los adultos. Los polluelos criados en cautividad durante diez generaciones son capaces de migrar a África y regresar con el mismo éxito que los criados en la naturaleza.

### Alimentación
Los guiones de codornices son omnívoros, aunque se alimentan principalmente de invertebradoss, como las lombrices, babosas, caracoles, arañas, escarabajos, libélulas, saltamontes y otros insectos. En las zonas de cría es un depredador de los gorgojos Sitona que infectan las cosechas de legumbres. y consumía gran cantidad de antiguas plagas de los pastos como las típulas y los elatéridos. El guion también come pequeños mamíferos y ranas, y materia vegetal como semillas. Su dieta en los cuarteles de cría en general es similar, aunque localmente incluye termitas, cucarachas y escarabajos peloteros. Se alimentan picoteando en el suelo, las plantas bajas y entre los matorrales, rebuscan entre la hojarasca con el pico o persiguen activamente a sus presas. Suelen cazar en zonas resguardadas, pero especialmente en las zonas de invernada pueden alimentarse en los caminos y las cunetas de las carreteras. Regurgitan las materias que no pueden digerir en bolitas de 1 cm. Sus polluelos se alimentan principalmente de pequeños animales, y cuando se han desarrollado por completo pueden volar con sus padres hasta 6,4 km para visitar zonas de alimentación adicional. Como otros parientes tragan gravilla para ayudarse a triturar la comida en el buche.

### Reproducción
Se suponía que era monógamo, pero en 1995 se descubrió que el macho tiene un territorio variable y se aparea con dos o más hembras, y se marcha cuando la puesta está a punto de finalizarse. El territorio del macho puede variar entre las 3 a 51 ha, aunque con una media de 15,7 ha. La hembra tiene un territorio mucho menor, con una media de solo 5,5 ha (13.5 acres). Los machos desafían a los intrusos cantando con las alas caídas y la cabeza apuntando hacia delante. Generalmente tras esto el intruso se va, pero si se queda ambos se alzan con las cabezas erguidas y tocando el suelo con las alas. Entonces se arremeten corriendo y emitiendo sonidos similares a gruñidos. Se puede producir una verdadera lucha en la que ambas aves saltan una sobre otra, se pican y a veces se dan patadas. Las hembras no toman parte en la defensa del territorio.

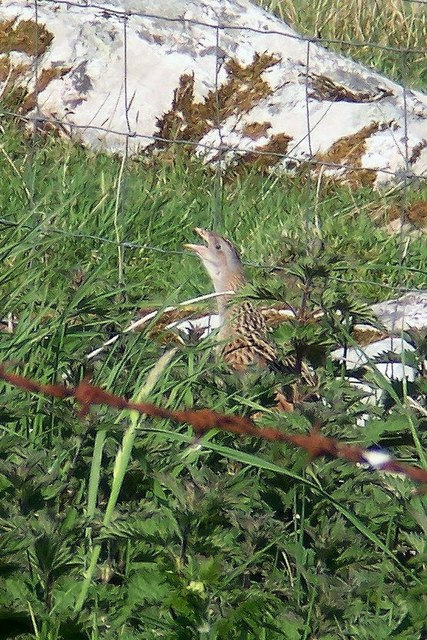
Macho cantando entre las ortigas.

El macho a veces puede ofrecer comida a la hembra como ofrenda durante el cortejo. Éste realiza una breve exhibición nupcial en la que extiende su cuello con la cabeza gacha, extiende la cola y despliega las alas tocando el suelo con las puntas. Entonces intenta acercarse a la hembra por detrás, y se sube a su espalda para copular. Su nido generalmente se sitúa entre la hierba, a veces en sitios más seguros como entre los matorrales o junto a un árbol o arbusto aislado. Cuando al inicio de la hierba no está lo suficientemente alta, puede construir su primer nido entre los juntos y otra vegetación de ribera, y la segunda puesta sí será entre el heno. El segundo nido además puede estar en altitudes mayores que el primero, para aprovechar el desarrollo tardío de la hierba en los montes. En nido consiste en un pequeño hoyo o depresión del suelo bien escondido entre la hierba. Está realizado con hierba seca y otras plantas bastas entrelazadas y tapizado con hierba más suave. Aunque se pensaba que las hembras construían el nido, un reciente estudio ha descubierto que en cautividad el macho siempre es quien construye el nido.

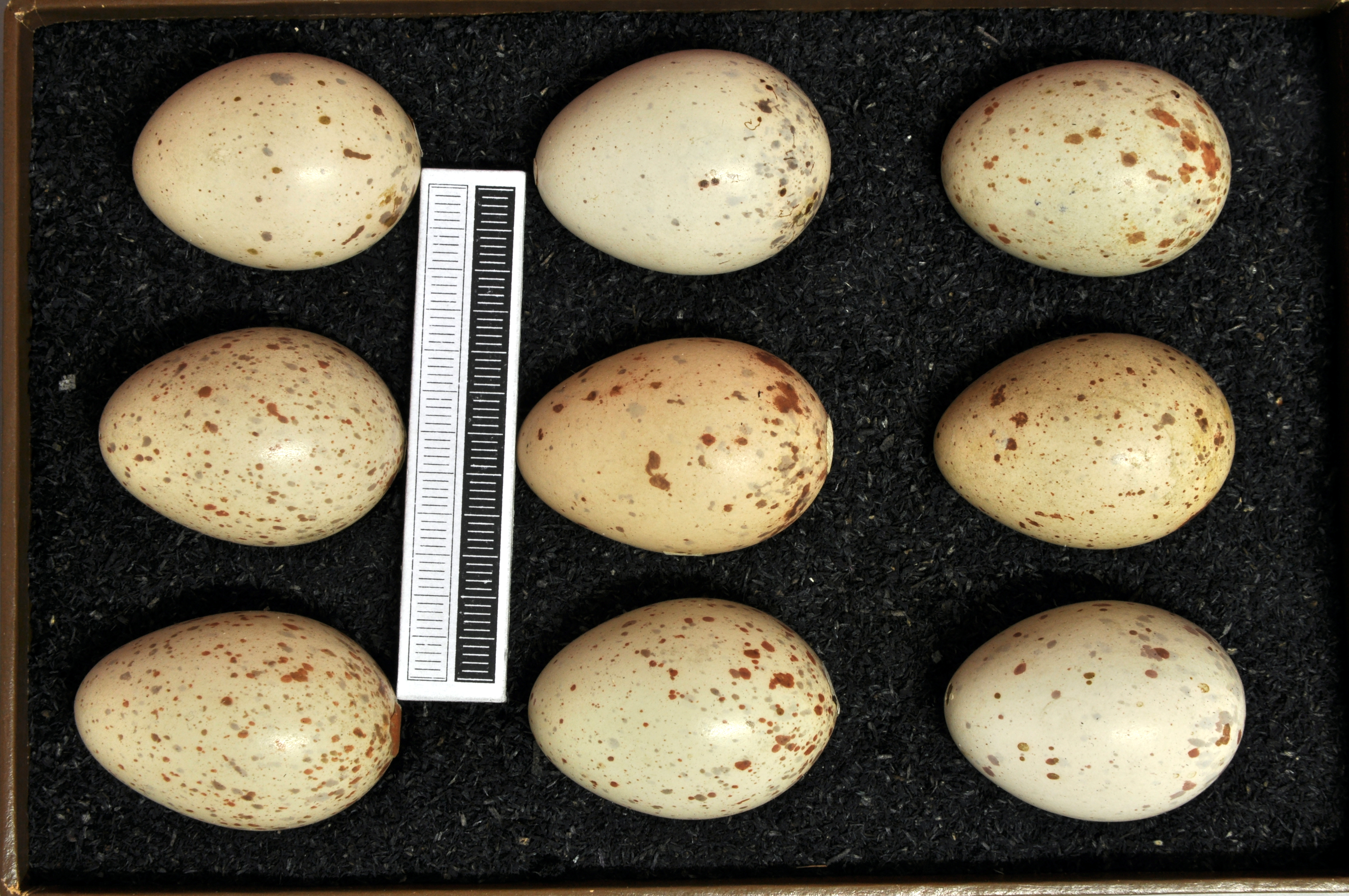
Colección de huevos en el museo Wiesbaden

El nido mide entre 12–15 cm de diámetro y 3–4 cm de profundidad. La puesta consta de 6 a 14 huevos, generalmente entre 8 y 12. Sus huevos son de forma oval, de color crema ligeramente brillante y con manchas parduzcas, verdosas, grises o azuladas. Miden de media 37 × 26 mm, y pesan entre 13–16 g, de los cuales el 7% corresponde a la cáscara. La hembra pone cada huevo a intervalos de un día, aunque en la segunda puesta puede poner dos huevos por día. La incubación la realiza solo la hembra; cuando se ven en peligro su tendencia es a permanecer acurrucadas, o huir en el último momento, lo que produce muchas muertes durante la cosecha. Los huevos eclosionan a la vez tras 19–20 días de incubación. Los polluelos son precoces y dejan el nido en uno o dos días. Son alimentados por la madre durante tres o cuatro días, pero después pueden encontrar su propio alimento. Los jóvenes empluman a los 34–38 días. Inician la segunda nidada después de unos 42 días de la primera, y su periodo de incubación es ligeramente menor de unos 16–18 días. Los juveniles pueden permanecer con la hembra hasta su partida para África.
La supervivencia de las nidadas en los lugares donde no son perturbadas alcanza el 80–90%, pero es mucho más baja en los prados fertilizados o en los campos que se aran. El método y el periodo de la siega es crucial. La siega mecanizada puede matar entre el 38 y 95% de los polluelos en determinados lugares, y se pierden de media el 50% de las primeras nidadas y un poco menos del 40% de la segunda nidada. La influencia del tiempo atmosférico es limitada, aunque el crecimiento de los polluelos es más rápido cuando el tiempo es cálido y seco, este efecto es relativamente pequeño. A diferencia de muchas otras especies con polluelos precoces, los polluelos de guion son alimentados por sus madres en mayor o menor medida hasta que se independizan, y esto puede protegerles de las condiciones adversas. El número de polluelos que eclosionan vivos en la nidada es más importante que el tiempo, habiendo menor supervivencia en las nidadas grandes. La tasa de supervivencia anual de los adultos es menor del 30%, aunque algunos individuos pueden llegar a vivir de 5–7 años.

## Depredadores y parásitos

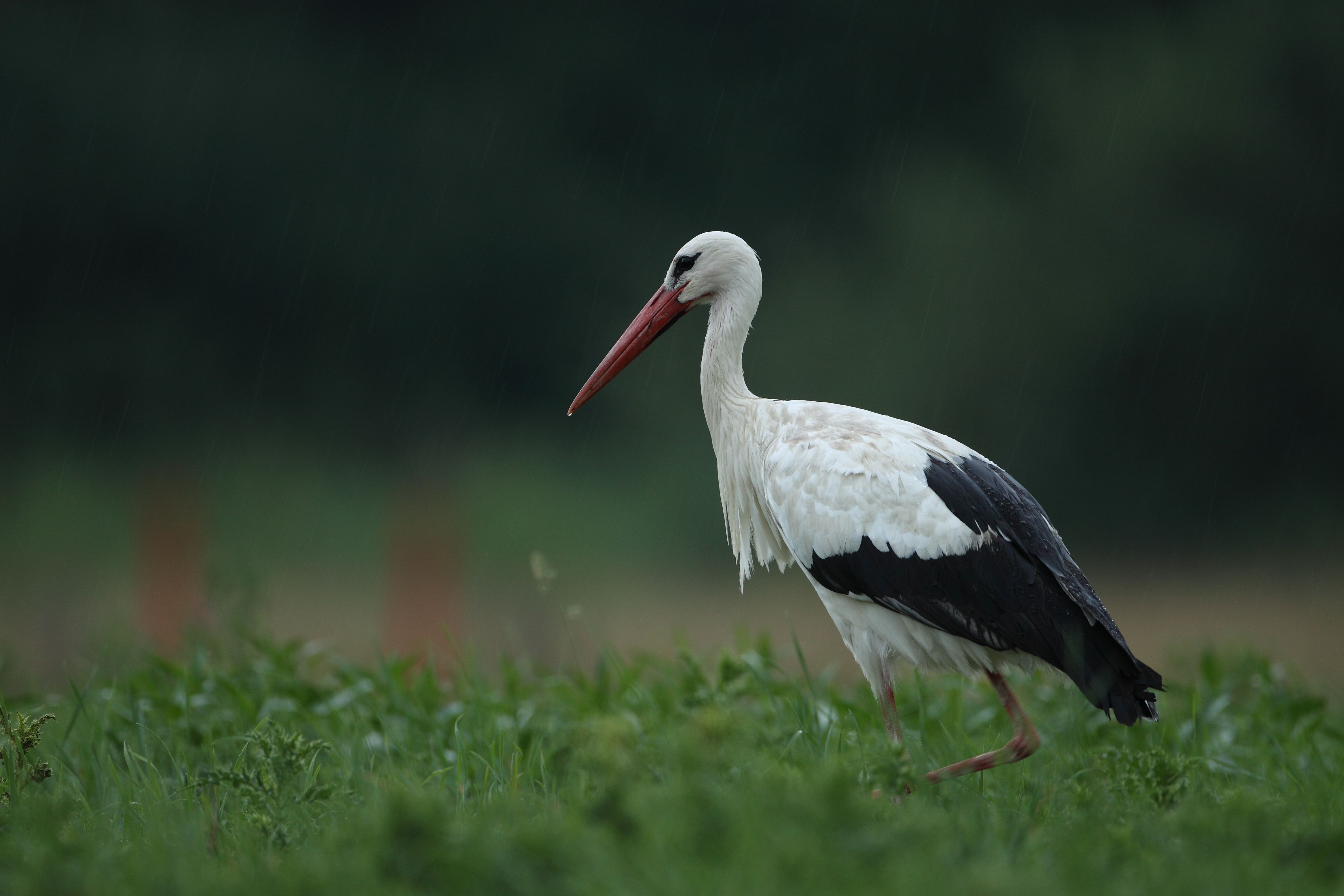
Las cigüeñas cazan a los polluelos expuestos por las siegas tempranas.

Entre sus depredadores terrestres se incluyen los zorros, los gatos domésticos y silvestres, los turones, las nutrias y aves como los busardos ratoneros y las cornejas cenicientas. También depredan sobre ellos animales introducidos como visón americano y el perro mapache. Cuando los polluelos quedan expuestos por las siegas rápidas pueden ser atrapados por las  cigüeñas, los aguiluchos y otras rapaces, así como por gaviotas y córvidos. Los nidos en zonas que no se modifican raramente son atacados, como refleja su alto éxito reproductivo. Durante su migración pueden ser atacados por rapaces africanas como el azor blanquinegro.
Se ha registrado en los guiones al extendido trematodo Prosthogonimus ovatus, que vive en el oviducto de las aves, al igual que la lombriz parásita Plagiorchis elegans, larvas de moscas parásitas, y garrapatas duras de los géneros Haemaphysalis y Ixodes.
Durante su reintroducción en Inglaterra en la época de cría de 2003 se detectaron enteritis y otros signos de mala salud en las aves que estaban a punto de liberarse causadas por bacterias patógenas Campylobacter. Por ello se realizaron exámenes microbiológicos para detectar a los individuos infectados y la fuente de las bacterias en su ambiente.

## Estado de conservación
Las poblaciones que crían en Europa occidental han experimentado un serio declive. Hasta 2010 el guion de codornices se clasificaba como especie casi amenazada en la Lista Roja de la UICN, a pesar de tener un área de distribución estimada en 12,400,000 km² a causa de sus marcado declive en Europa, pero la mejora de su censo en Rusia mostró que las pérdidas previstas allí no se habían producido y sus cifras permanecían estables o posiblemente incrementándose. Por eso actualmente se clasifica como especie bajo preocupación menor, ya que no se espera que las poblaciones principales de Rusia y Kazajistán sufran cambios a corto plazo. Se estima que hay entre 1,3 y 2,0 de millones de parejas reproductoras en Europa, tres cuartas partes de las cuales están en la Rusia europea, y hay entre 515.000–1.240.000 parejas en la Rusia asiática. La población total euroasiático se ha estimado entre 5,45 y 9,72 millones de individuos. En la mayor parte de la mitad occidental de su área de distribución ha sufrido declives duraderos y se espera que continúen, aunque su cantidad se ha recuperado considerablemente en varios países gracias a las medidas de conservación, como el quituplicado de su población en Finlandia, o el duplicado en Reino Unido. En los Países Bajos había 33 territorios de cría en 1996, pero esta cantidad se incrementó hasta al menos 500 en 1998.
La población reproductora de guiones de codornices empezó a decrecer en el siglo XIX, pero el proceso se aceleró tras la Segunda Guerra Mundial. La causa principal de este pronunciado descenso en la mayor parte de Europa era la pérdida de nidadas por las siegas del heno tempranas. El empaquetado del heno se había adelantado desde el siglo XIX debido al crecimiento más rápido de las cosechas, producido gracias al uso de fertilizantes y las técnicas de drenaje del terreno. También contribuyó notablemente al adelanto la transformación de las técnicas agrícolas, que habían pasado de la siega manual con guadaña a las segadoras mecánicas, al principio tiradas por caballos y después con tractores. La mecanización supuso que se pudieran segar grandes áreas rápidamente, dejando a los guiones sin hábitats reproductivos alternativos para criar, tanto a su primera como para su segunda nidada. El patrón típico de siega, en círculo desde el exterior del campo hasta el centro le da muy pocas oportunidades de escapar a los polluelos de guion, y los que lo logran quedan expuestos a los depredadores. Los adultos suelen poder escapar de las segadoras, aunque las hembras que están incubando tienden quedarse acurrucadas en el nido con fatales resultados.
La pérdida de hábitat es la mayor amenaza para el guion de codornices. Aparte la disminución de idoneidad como hábitat reproductivo de los campos de forraje fertilizados y drenados en comparación con los prados de heno tradicionales, en Europa occidental se han convertido pastos en campos de cultivo donde se ara con ayuda de subsidios. Además en el este el colapso de la agricultura colectiva condujo al abandono y dejación de la gestión de esta importante zona de cría. Otras amenazas más localizadas son las inundaciones primaverales, y las perturbaciones causadas por las carreteras y los parques eólicos. El guion de codornices es un ave comestible, apreciada culinariamente cuando era abundante en Inglaterra, y su receta aparecía en el popular libro Mrs Beeton's Book of Household Management. Más significativa que su caza directa es la captura de hasta 14.000 guiones con redes en Egipto para cazar las codornices que a menudo migran con ellos. Aunque esto supone alrededor del 0,5–2,7% de la población europea, las pérdidas de este tipo de caza son menores que cuando la especie era más numerosa y predecible.
La mayoría de los países europeos han tomado medidas para conservar al guion de codornices y tienen políticas de gestión nacional para protegerlos, y también hay un plan de acción a nivel europeo. Los esfuerzos de conservación se centran en monitorizar las poblaciones y su ecología para mejorar su supervivencia, principalmente mediante el cambio de los métodos y periodos de recolección del heno. Las siegas más tardías dan tiempo a que se complete la crianza, dejar franjas sin cortar en los bordes de los campos y segar desde el centro hacia fuera reducen las bajas durante la siega. Se ha calculado que si se implantaran estos cambios en una escala suficientemente grande se pararía el declive de la población. También se incluyen entre los objetivos conservacionistas la reducción de la caza ilegal y la protección en los países donde todavía se permite su caza. Se está llevando a cabo la reintroducción del guion de codornices en Inglaterra, y se ha planeado la protección de sus lugares de cría en varios países más. Cuando la zona de cría incluye zonas urbanas existen costes, que un estudio alemán para el guion de codornices estima en varios millones de euros. El guion de codornices no parece estar seriamente amenazado en sus cuarteles de invierno y puede beneficiarse de la deforestación, que crea nuevos hábitats abiertos.
Los mejores lugares para avistarlos o escucharlos están en Europa central (Polonia), en Rusia y Bielorrusia. También sobreviven pequeñas poblaciones en Francia, en Alemania o en el Reino Unido, sobre todo en las Hébridas exteriores de Escocia.